# Supermodel

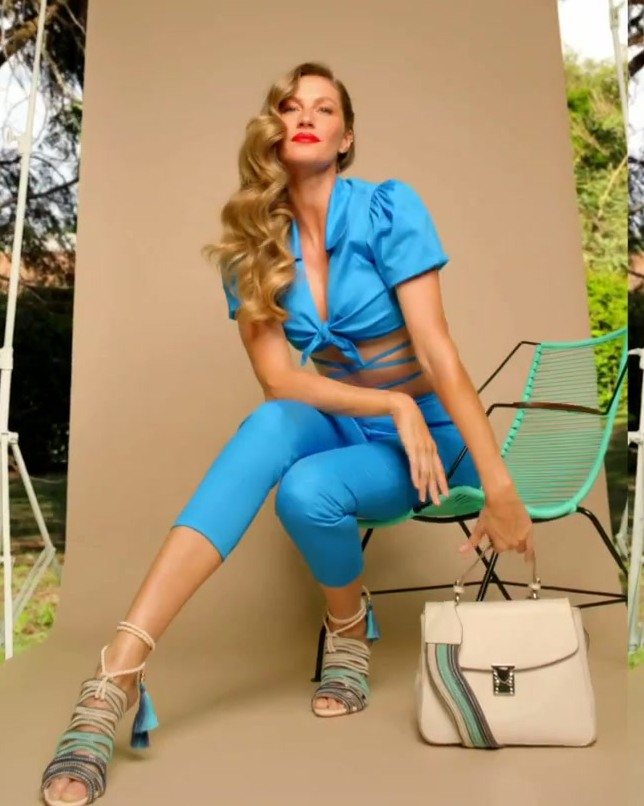
Gisele Bündchen, cel mai bine plătit fotomodel din lume între 2003 și 2016.

Un supermodel sau top-model este un fotomodel/manechin foarte bine-plătit, care de obicei are o reputație globală. Termenul supermodel a devenit proeminent în cultura populară în anii 1980.
Supermodelele de obicei lucrează pentru designeri de modă și branduri de modă de top. Ele au contracte multi-milionare, mediatizare excesivă și diferite campanii. Brand-urile pentru care activează sunt pe larg asociate cu numele lor propriu. Supermodelele apar regulat pe copertele unor reviste prestigioase cum ar fi Vogue. Claudia Schiffer a afirmat la un moment dat, "Pentru ca cineva să fie supermodel, ea trebuie să fie pe toate copertele din lumea întreagă în același timp, astfel încât lumea să recunoască fata din prima."

## Istorie
La începutul anilor 1990, trio-ul compus din Linda Evangelista, Christy Turlington și Naomi Campbell era considerat grupul „celor mai faimoase supermodele dintre toate”, în consecință fiind supranumite The Trinity. Apoi acestui grup li s-au mai adăugat Cindy Crawford, Claudia Schiffer și Tatjana Patitz, fiind supranumite Big Six.
În 1991, Christy Turlington a semnat un contract cu Maybelline, fiind plătită cu $800.000 pentru 12 zile de lucru pe an. Patru ani mai târziu, Claudia Schiffer a câștigat $12 milioane pentru diverse activități de modeling.
În perioada următoare majoritatea supermodelelor proveneau din țări non-anglofone. Titlul de supermodel a fost atribuit unor modele notabile ca Laetitia Casta, Eva Herzigová, Carla Bruni, Tatiana Sorokko, Yasmin Le Bon, Shalom Harlow, Nadja Auermann, Helena Christensen, Patricia Velásquez, Adriana Karembeu și Milla Jovovich.
Începând cu sfârșitul anilor 1990, a apărut un val de supermodele braziliene, prima remarcată fiind Gisele Bündchen, urmată de Adriana Lima și Alessandra Ambrosio.
Ulterior erau să mai apară și alte supermodele, printre care Heidi Klum, Tyra Banks, Karolína Kurková, Miranda Kerr, Izabel Goulart, Selita Ebanks și Marisa Miller. Totuși, unele voci, cum ar fi Claudia Schiffer, afirmau că Bündchen este unicul model care se apropie de titlul de „supermodel.”

## Galerie

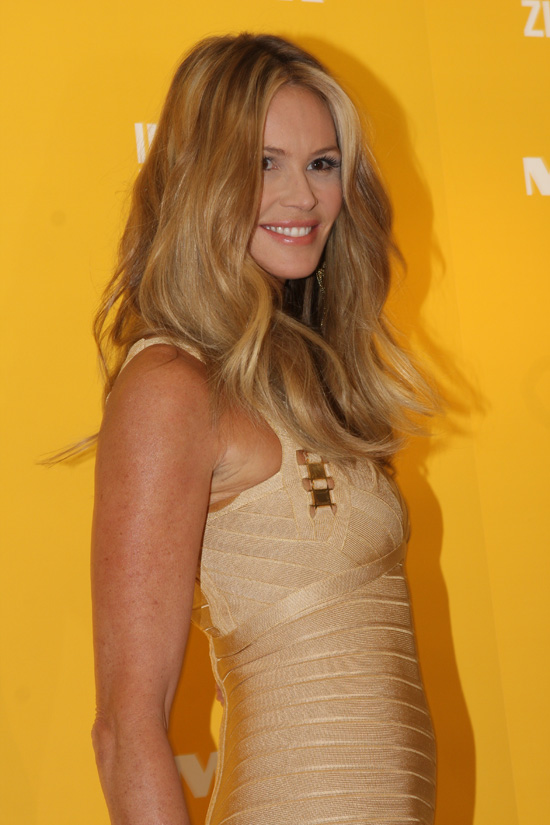
Elle Macpherson sau „The Body”
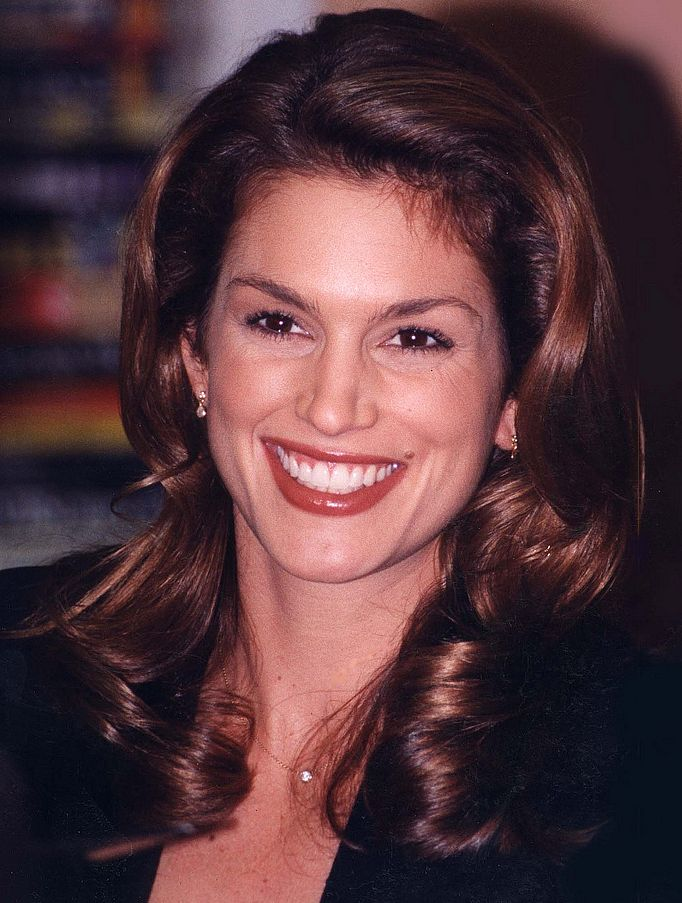
Cindy Crawford
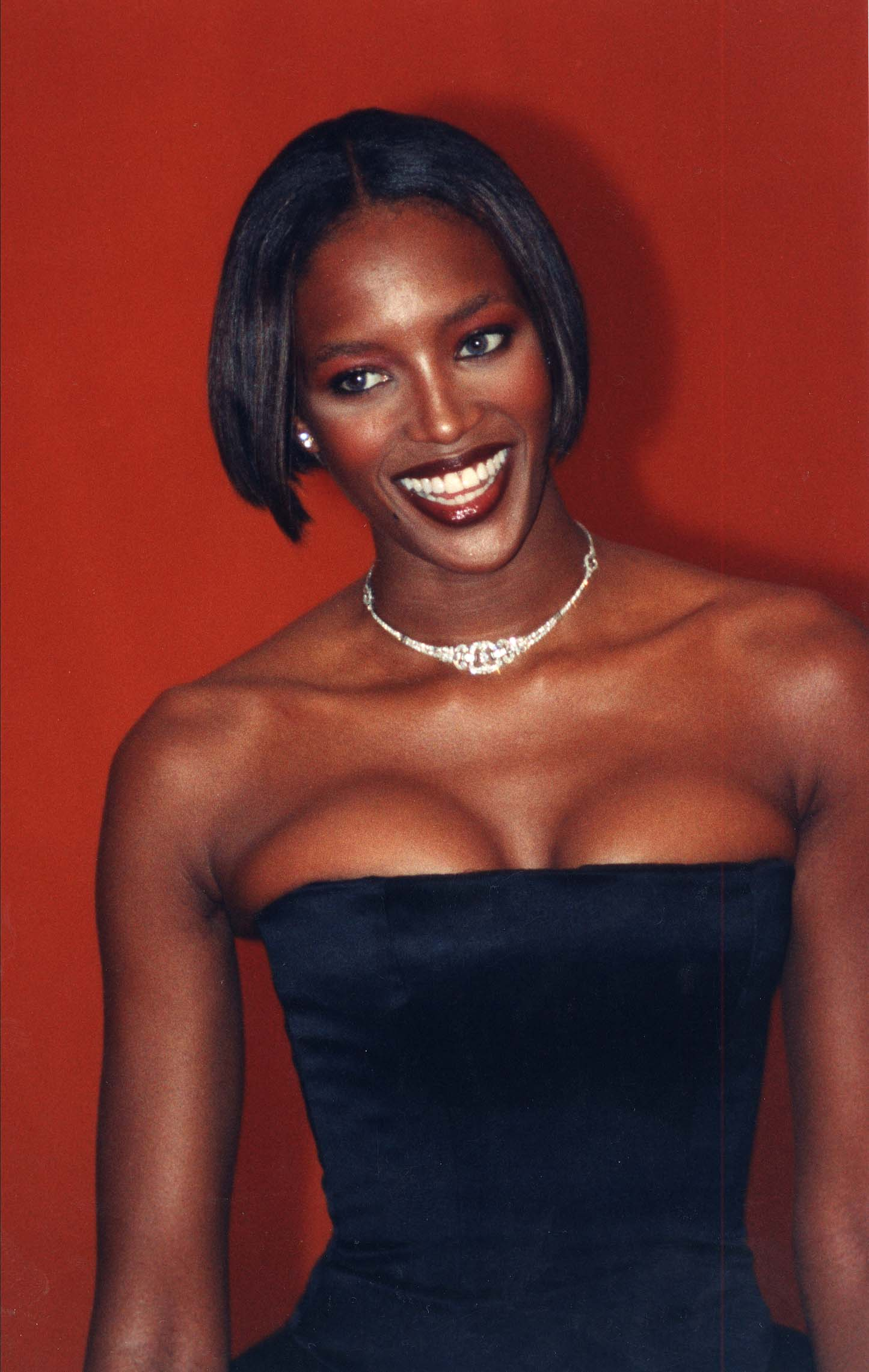
Naomi Campbell
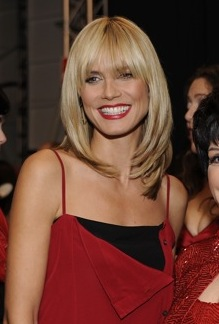
Heidi Klum